# Referèndum constitucional francès a Mauritània-Senegal de 1945
El 21 d'octubre de 1945 se celebra un referèndum constitucional a Mauritània i el Senegal com a part del referèndum constitucional francès més ampli. La primera pregunta sobre la nova Assemblea Nacional Francesa com a assemblea constituent va ser aprovada pel 99% dels votants, però la constitució temporal proposta en la segona pregunta va ser rebutjada pel 51% dels votants. Totes dues propostes van ser aprovades en la votació general. La participació dels votants va ser del 60,4%.